# Liste der Ruhrbrücken
Die Liste der Ruhrbrücken nennt die Brücken über die Ruhr von der Ruhrquelle in Winterberg bis zur Mündung in den Rhein in Duisburg. Zu den Ruhrquerungen zählen auch Furten, Fähren und Tunnel, die hier mitaufgeführt werden.

## Brücken
| Bezeichnung                                                             | Gemeinde/Ort                   | Koordinaten                     | Bemerkungen | Abbildung                                                                          |  |
| ----------------------------------------------------------------------- | ------------------------------ | ------------------------------- | --- | ---------------------------------------------------------------------------------- |  |
| Ruhrsteg                                                                | Winterberg                     | 51° 12′ 50,9″ N, 8° 33′ 31,8″ O | Überführung des Rothaarsteigs, etwa 120 m nordöstlich der Ruhrquelle. |                                                                                    |  |
| Straßenbrücke                                                           | Winterberg                     | 51° 14′ 18,7″ N, 8° 31′ 41,3″ O | B480 |                                                                                    |  |
| Straßenbrücke                                                           | Winterberg                     | 51° 14′ 7,9″ N, 8° 31′ 46,1″ O  | B480 |                                                                                    |  |
| Straßenbrücke                                                           | Winterberg                     | 51° 13′ 6,3″ N, 8° 32′ 31,7″ O  | B480 |                                                                                    |  |
| Ruhrbrücke am Berkelbach                                                | Winterberg                     | 51° 13′ 32,2″ N, 8° 32′ 3″ O    | Steinbogenbrücke, Durchfluss unter einem westlichen Abzweig von der |                                                                                    |  |
| Feldbrücke                                                              | Winterberg                     | 51° 14′ 0″ N, 8° 31′ 44,9″ O    | Betonbalkenbrücke |                                                                                    |  |
| Wirtschaftswegbrücke                                                    | Winterberg                     | 51° 14′ 22,7″ N, 8° 31′ 36″ O   | Westlicher Abzweig von der |                                                                                    |  |
| Brücke Am Eschenberg                                                    | Winterberg                     | 51° 14′ 45″ N, 8° 31′ 44,3″ O   | Straßenbrücke |                                                                                    |  |
| Brücke Betriebszufahrt                                                  | Winterberg                     | 51° 14′ 56,7″ N, 8° 31′ 36,7″ O | Straßenbrücke an der Straße Auf d. Hütte |                                                                                    |  |
| Fußgängerbrücke Niedersfeld                                             | Niedersfeld                    | 51° 15′ 15,7″ N, 8° 31′ 46,4″ O | Holzbalkenbrücke |                                                                                    |  |
| Ruhrstraßenbrücke                                                       | Niedersfeld                    | 51° 15′ 17,7″ N, 8° 31′ 45,7″ O | B480 |                                                                                    |  |
| Fußgängerbrücke                                                         | Niedersfeld                    | 51° 15′ 23,7″ N, 8° 31′ 44,1″ O | |                                                                                    |  |
| Brücke Rimbergweg                                                       | Niedersfeld                    | 51° 15′ 28″ N, 8° 31′ 45,5″ O   | Straßenbrücke |                                                                                    |  |
| Brücke Steinkamp                                                        | Niedersfeld                    | 51° 15′ 32″ N, 8° 31′ 44,3″ O   | Straßenbrücke |                                                                                    |  |
| Ruhrstraßenbrücke                                                       | Niedersfeld                    | 51° 15′ 36,4″ N, 8° 31′ 41″ O   | B480 |                                                                                    |  |
| Fußgängerbrücke zur Reitanlage                                          | Niedersfeld                    | 51° 15′ 43,6″ N, 8° 31′ 30,2″ O | Zugang zu Reitanlage und Löschzug Niedersfeld |                                                                                    |  |
| Sägewerkbrücke                                                          | Niedersfeld                    | 51° 15′ 50,2″ N, 8° 31′ 23,8″ O | Straßenbrücke, Betonbalkenbrücke |                                                                                    |  |
| Brücke In der Stammecke                                                 | Niedersfeld                    | 51° 15′ 57,1″ N, 8° 31′ 24,7″ O | Straßenbrücke |                                                                                    |  |
| Brücke Winterberger Straße                                              | Wiemeringhausen                | 51° 16′ 43,2″ N, 8° 30′ 59,5″ O | B480 |                                                                                    |  |
| Fußgängerbrücke                                                         | Wiemeringhausen                | 51° 16′ 53,7″ N, 8° 30′ 51,5″ O | |                                                                                    |  |
| Fußgängerbrücke Zur Lieth                                               | Wiemeringhausen                | 51° 17′ 20″ N, 8° 30′ 23″ O     | |                                                                                    |  |
| Ruhrbrücke Wiemeringhausen                                              | Wiemeringhausen                | 51° 17′ 25,1″ N, 8° 30′ 11,6″ O | Straßenbrücke der Ibergstraße |                                                                                    |  |
| Fußgängerbrücke                                                         | Wiemeringhausen                | 51° 17′ 26,8″ N, 8° 30′ 7,5″ O  | |                                                                                    |  |
| Stauwehrbrücke Wiemeringhausen                                          | Wiemeringhausen                | 51° 17′ 31,9″ N, 8° 30′ 6,4″ O  | Fußgängerbrücke, Betonbalkenbrücke |                                                                                    |  |
| Fußgängerbrücke                                                         | Assinghausen                   | 51° 18′ 16,4″ N, 8° 30′ 8,3″ O  | |                                                                                    |  |
| Brücke Grimmestraße 1                                                   | Assinghausen                   | 51° 18′ 21,3″ N, 8° 30′ 9,8″ O  | Straßenbrücke |                                                                                    |  |
| Brücke Grimmestraße 2                                                   | Assinghausen                   | 51° 18′ 25,8″ N, 8° 30′ 9,6″ O  | Straßenbrücke mit direkter Auffahrt auf die |                                                                                    |  |
| Brücke Unterm Enschede                                                  | Assinghausen                   | 51° 18′ 28,3″ N, 8° 30′ 9,6″ O  | , hier Unterm Enschede genannt |                                                                                    |  |
| Wirtschaftswegbrücke                                                    | Assinghausen                   | 51° 18′ 44,3″ N, 8° 30′ 11,7″ O | Wirtschaftsweg |                                                                                    |  |
| Brücke Olsberger Straße                                                 | Olsberg                        | 51° 19′ 52,7″ N, 8° 29′ 18,1″ O | Straßenbrücke |                                                                                    |  |
| Fußgängerbrücke Steinhelle                                              | Olsberg                        | 51° 20′ 10,7″ N, 8° 29′ 14,1″ O | Stahlkonstruktion, 2020 durch die Stadt Olsberg errichtet |                                                                                    |  |
| Talbrücke Olsberg                                                       | Olsberg                        | 51° 20′ 38,3″ N, 8° 29′ 15,2″ O | , Spannbeton-Balkenbrücke, Baujahr 2009 |                                                                                    |  |
| Brücke Im Dahle                                                         | Olsberg                        | 51° 20′ 46,3″ N, 8° 29′ 18,9″ O | Betonbalkenbrücke, Grundstückszufahrt |                                                                                    |  |
| Wehrbrücke 1 Olsberg                                                    | Olsberg                        | 51° 20′ 58,6″ N, 8° 29′ 19,6″ O | Fußgängerbrücke, Betriebsweg am Stauwehr, Stahlfachwerkbrücke |                                                                                    |  |
| Wehrbrücke 2 Olsberg                                                    | Olsberg                        | 51° 20′ 58,9″ N, 8° 29′ 19,3″ O | Fußgängerbrücke, Betriebsweg am Stauwehr, Betonbalkenbrücke |                                                                                    |  |
| Fußgängerbrücke Olsberg                                                 | Olsberg                        | 51° 21′ 10,3″ N, 8° 29′ 18,1″ O | Stahl-Balkenbrücke |                                                                                    |  |
| Brücke Ruhrstraße                                                       | Olsberg                        | 51° 21′ 11,5″ N, 8° 29′ 17″ O   | Straßenbrücke |                                                                                    |  |
| Fußgängerbrücke Kurpark                                                 | Olsberg                        | 51° 21′ 15,8″ N, 8° 29′ 10,6″ O | Brücke zur Konzerthalle Olsberg |                                                                                    |  |
| Fußgängerbrücke Kurpark                                                 | Olsberg                        | 51° 21′ 17,1″ N, 8° 29′ 8,3″ O  | |                                                                                    |  |
| Brücke Stehestraße                                                      | Olsberg                        | 51° 21′ 19,7″ N, 8° 29′ 3,7″ O  | Straßenbrücke |                                                                                    |  |
| Fußgängerbrücke                                                         | Olsberg                        | 51° 21′ 30,7″ N, 8° 28′ 51,8″ O | |                                                                                    |  |
| Brücke Stadionstraße                                                    | Olsberg                        | 51° 21′ 35,3″ N, 8° 28′ 32,5″ O | Straßenbrücke |                                                                                    |  |
| Eisenbahnbrücke                                                         | Olsberg                        | 51° 21′ 34,1″ N, 8° 27′ 40,7″ O | Eisenbahnbrücke über die Ruhraue Bigge |                                                                                    |  |
| Brücke Steinkleff                                                       | Olsberg                        | 51° 21′ 33,2″ N, 8° 27′ 39,2″ O | Straßenbrücke der Straße Steinkleff |                                                                                    |  |
| Brücke Knickhütte                                                       | Olsberg                        | 51° 21′ 45,2″ N, 8° 27′ 20,5″ O | Straßenbrücke im Gewerbegebiet |                                                                                    |  |
| Straßenbrücke Hauptstraße                                               | Olsberg                        | 51° 21′ 59,6″ N, 8° 26′ 56,8″ O | Verbindungsbrücke zwischen und , Straßenname: Hauptstraße |                                                                                    |  |
| Ruhrtalbrücke Bermecke                                                  | Nuttlar                        | 51° 21′ 55,6″ N, 8° 26′ 49,1″ O | , Hohlkastenbrücke, Baujahr 2019 |                                                                                    |  |
| Wirtschaftsweg                                                          | Nuttlar                        | 51° 21′ 52,9″ N, 8° 26′ 15,8″ O | Verbindung zum Sportplatz Nuttlar |                                                                                    |  |
| Straßenbrücke                                                           | Nuttlar                        | 51° 22′ 0,8″ N, 8° 25′ 49,9″ O  | Fußwegbrücke, Beton-Balkenbrücke |                                                                                    |  |
| Alfertbrücke                                                            | Bestwig                        | 51° 22′ 3,1″ N, 8° 24′ 50,4″ O  | , benannt nach dem Ortsteil Alfert, gesprengt im Zweiten Weltkrieg am 7. April 1945, Neubau fertiggestellt 1951 |                                                                                    |  |
| Eisenbahnbrücke Bestwig                                                 | Bestwig                        | 51° 22′ 4,1″ N, 8° 24′ 48,6″ O  | Obere Ruhrtalbahn |                                                                                    |  |
| Brücke Wasserwerk Alfert                                                | Bestwig                        | 51° 21′ 59,1″ N, 8° 24′ 22,6″ O | Verbindung zum Wasserwerk Alfert auf der Ruhrinsel |                                                                                    |  |
| Fuß- und Radwegbrücke Bestwig                                           | Bestwig                        | 51° 21′ 28,5″ N, 8° 22′ 57,4″ O | |                                                                                    |  |
| Brücke Kanalstraße                                                      | Bestwig                        | 51° 21′ 29,2″ N, 8° 22′ 35,8″ O | Straßenbrücke |                                                                                    |  |
| Brücke Mühlenstraße                                                     | Bestwig                        | 51° 21′ 29,8″ N, 8° 22′ 25″ O   | Straßenbrücke |                                                                                    |  |
| Ruhrtalbrücke Velmede                                                   | Bestwig                        | 51° 21′ 34,1″ N, 8° 21′ 59,4″ O | Zufahrt zur AS Bestwig der |                                                                                    |  |
| Brücke Untergraben                                                      | Meschede                       | 51° 21′ 16,4″ N, 8° 20′ 31,6″ O | Straßenbrücke zum Wasserkraftwerk |                                                                                    |  |
| Brücke Am Bahnhof                                                       | Meschede                       | 51° 21′ 19,3″ N, 8° 20′ 39,5″ O | Straßenbrücke am ehemaligen Bahnhof Eversberg |                                                                                    |  |
| Eisenbahnbrücke Wehrstapel                                              | Meschede                       | 51° 21′ 13,1″ N, 8° 20′ 26,6″ O | Brücke der Oberen Ruhrtalbahn im Ortsteil Wehrstapel |                                                                                    |  |
| Fußgängerbrücke Unter der Helle                                         | Meschede                       | 51° 21′ 12,7″ N, 8° 20′ 25,4″ O | |                                                                                    |  |
| Brücke Wehrstapeler Straße                                              | Meschede                       | 51° 21′ 7,3″ N, 8° 20′ 19,8″ O  | Zufahrt zu einem metallverarbeitenden Betrieb an der Wehrstapeler Straße |                                                                                    |  |
| Drüerbrücke                                                             | Meschede                       | 51° 21′ 3,7″ N, 8° 19′ 28,5″ O  | Straßenbrücke der Straße Im Westhof |                                                                                    |  |
| Fußgängerbrücke Honsel                                                  | Meschede                       | 51° 21′ 0″ N, 8° 17′ 46,3″ O    | Fußgängerbrücke über die Ruhr zum Honselwerk Tor 4 |                                                                                    |  |
| Johannesbrücke                                                          | Meschede                       | 51° 20′ 55,7″ N, 8° 17′ 16,2″ O | Neubau im Jahr 2013 zwischen Mühlenweg und Kolpingstraße, Foto mit Ruhrhochwasser Ende 2023 |                                                                                    |  |
| Gehwegbrücke                                                            | Meschede                       | 51° 20′ 54,4″ N, 8° 17′ 10,5″ O | die Stadthalle (und ehemals Karstadt) und den rechten Ruhruferweg verbindend. |                                                                                    |  |
| Ruhrbrücke                                                              | Meschede                       | 51° 20′ 54,4″ N, 8° 17′ 10,5″ O | Straßenbrücke der Ruhrstraße mit drei Bögen. |                                                                                    |  |
| Ottobrücke                                                              | Meschede                       | 51° 20′ 52,2″ N, 8° 16′ 47,6″ O | 2003 erbaute Fußgängerbrücke östlich der Coventry-Brücke |                                                                                    |  |
| Coventry-Brücke                                                         | Meschede                       | 51° 20′ 51,4″ N, 8° 16′ 45,1″ O | Verbindet die Brückenstraße mit der Arnsberger Straße |                                                                                    |  |
| Antoniusbrücke                                                          | Meschede                       | 51° 20′ 54,6″ N, 8° 16′ 36,8″ O | , Betonbrücke auf mehreren Pfeilern über die Ruhr, einige Straßen und den Mescheder Bahnhof, zwischen Arnsberger- und Warsteiner Straße |                                                                                    |  |
| Fußgängerbrücke am Schwimmbad                                           | Meschede                       | 51° 20′ 57,3″ N, 8° 16′ 25,1″ O | verbindet den Parkplatz an der Arnsberger Straße mit dem Schwimmbad am rechten Ruhrufer |                                                                                    |  |
| Brücke Arnsberger Straße                                                | Meschede                       | 51° 20′ 58,1″ N, 8° 15′ 38″ O   | Straßenbrücke über die vom Wehr bei Laer aufgestaute Ruhr |                                                                                    |  |
| Kettenbrücke Schloss Laer                                               | Meschede                       | 51° 20′ 58,4″ N, 8° 15′ 23,4″ O | 1839 errichtete Fußgängerbrücke, Baudenkmal | weitere Bilder                                                                     |  |
| Eisenbahnbrücke                                                         | Enste                          | 51° 20′ 57,3″ N, 8° 14′ 5,3″ O  | Zweigleisige Brücke der Oberen Ruhrtalbahn über den Obergraben der Ruhr |                                                                                    |  |
| Werksbrücke                                                             | Wennemen                       | 51° 20′ 54,6″ N, 8° 13′ 21,5″ O | Straßenbrücke über den Untergraben |                                                                                    |  |
| Brücke Gutsweg                                                          | Wennemen                       | 51° 20′ 56,1″ N, 8° 13′ 15,4″ O | Straßenbrücke über den Untergraben und den südlichen Ruhrarm |                                                                                    |  |
| Brücke Feldweg                                                          | Wennemen                       | 51° 20′ 57,2″ N, 8° 12′ 45,9″ O | Feldwegbrücke über den Untergraben |                                                                                    |  |
| Brücke Geitenbergstraße                                                 | Wennemen                       | 51° 20′ 46,8″ N, 8° 12′ 18,4″ O | Straßenbrücke |                                                                                    |  |
| Ruhrtalbrücke Wennemen                                                  | Wennemen                       | 51° 21′ 26,4″ N, 8° 10′ 41,6″ O | Autobahnbrücke der Bundesautobahn 46 |                                                                                    |  |
| Brücke Freienohler Straße                                               | Freienohl                      | 51° 21′ 49,1″ N, 8° 10′ 16,2″ O | Straßenbrücke |                                                                                    |  |
| Eisenbahnbrücke                                                         | Freienohl                      | 51° 22′ 16,6″ N, 8° 10′ 2,6″ O  | Obere Ruhrtalbahn, Stabbogenbrücke, Baujahr 2010 |                                                                                    |  |
| Fußgängerbrücke                                                         | Freienohl                      | 51° 22′ 17″ N, 8° 10′ 3,7″ O    | Fußgängerbrücke über die Ruhr im Naturschutzgebiet Ruhr bei Freienohl |                                                                                    |  |
| Ruhrbrücke Breiter Weg                                                  | Freienohl                      | 51° 22′ 20,6″ N, 8° 10′ 30,4″ O | Straßenbrücke, Verbindung zwischen dem Breiten Weg und der Bahnhofstraße |                                                                                    |  |
| Brücke Alte Wiese                                                       | Freienohl                      | 51° 22′ 44,3″ N, 8° 10′ 9,7″ O  | Straßenbrücke am Ruhrwehr |                                                                                    |  |
| Neue Langelbrücke                                                       | Freienohl                      | 51° 22′ 48,3″ N, 8° 9′ 46,7″ O  | Beton-Balkenbrücke, einer der Nachfolger einer ersten Brücke aus dem Jahr 1474 |                                                                                    |  |
| Fußgängerbrücke Wildshausen                                             | Arnsberg                       | 51° 23′ 21″ N, 8° 9′ 52,9″ O    | |                                                                                    |  |
| Brücke Wildshausener Straße                                             | Arnsberg                       | 51° 23′ 50,5″ N, 8° 10′ 12,7″ O | Straßenbrücke der Straße Brumlingsen, Stahlbeton, Baujahr 1990 |                                                                                    |  |
| Dinscheder Brücke                                                       | Arnsberg                       | 51° 23′ 52,3″ N, 8° 8′ 12,3″ O  | Straßenverbindung zwischen Arnsberg-Dinschede und Arnsberg-Oeventrop, Baujahr 1935 |                                                                                    |  |
| Dinscheder Steg                                                         | Arnsberg                       | 51° 23′ 52,4″ N, 8° 8′ 11,8″ O  | westlich parallel zur Dinscheder Brücke verlaufende Fuß- und Radwegbrücke, Holzbrücke, Baujahr 1987 |                                                                                    |  |
| Brücke Oeventroper Straße                                               | Arnsberg                       | 51° 23′ 27,5″ N, 8° 7′ 50,4″ O  | dreispurige Straßenbrücke, Baujahr 1992 |                                                                                    |  |
| Kaiser-Wilhelm-Brücke (1909)                                            | Arnsberg                       | 51° 23′ 28,4″ N, 8° 7′ 0″ O     | Bogenbrücke mit aufgeständerter Straße, erbaut 1909 |                                                                                    |  |
| Kaiser-Wilhelm-Brücke (1986)                                            | Arnsberg                       | 51° 23′ 29,8″ N, 8° 6′ 56,4″ O  | Straßenbrücke, Spannbetonbrücke, Baujahr 1986 |                                                                                    |  |
| Wirtschaftsbrücke                                                       | Arnsberg                       | 51° 23′ 47,3″ N, 8° 6′ 40,6″ O  | Straßenbrücke, Zum Eisenhammer |                                                                                    |  |
| Prymbrücke                                                              | Arnsberg                       | 51° 23′ 44,5″ N, 8° 6′ 14,6″ O  | Fuß- und Radwegbrücke, Balken-Spannbetonbrücke, Baujahr 1998 |                                                                                    |  |
| Eisenbahnbrücke Rumbeck                                                 | Arnsberg                       | 51° 23′ 42,3″ N, 8° 6′ 8,5″ O   | Stahlbrücke, Obere Ruhrtalbahn |                                                                                    |  |
| Ruhrtalbrücke Rumbeck                                                   | Arnsberg                       | 51° 23′ 40,5″ N, 8° 6′ 0,2″ O   | , Hohlkasten-Spannbetonbrücke, Baujahr 2002 |                                                                                    |  |
| Eisenbahnbrücke am Bahnhof Arnsberg                                     | Arnsberg                       | 51° 24′ 23,3″ N, 8° 4′ 44,7″ O  | Obere Ruhrtalbahn |                                                                                    |  |
| Brücke Zu den Werkstätten                                               | Arnsberg                       | 51° 24′ 24,1″ N, 8° 3′ 56,8″ O  | Straßenbrücke |                                                                                    |  |
| Schloßbergbrücke                                                        | Arnsberg                       | 51° 24′ 17,9″ N, 8° 3′ 54,6″ O  | Eisenbahnbrücke, Stahl-Balkenbrücke, Obere Ruhrtalbahn, Baujahr 1925 |                                                                                    |  |
| Marienbrücke                                                            | Arnsberg                       | 51° 24′ 24,1″ N, 8° 3′ 56,8″ O  | Straßenbrücke der Henzestraße, Baujahr 1967 |                                                                                    |  |
| Klosterbrücke                                                           | Arnsberg                       | 51° 23′ 45,7″ N, 8° 4′ 0″ O     | Straßenbrücke der L685 (Brückenplatz), Spannbetonbrücke, Baujahr 1973 |                                                                                    |  |
| Bazillenbrücke                                                          | Arnsberg                       | 51° 23′ 37,9″ N, 8° 4′ 0,7″ O   | Fußgängerbrücke, Balkenbrücke aus Spannbeton, Baujahr 1995 |                                                                                    |  |
| Rundturnhallenbrücke                                                    | Arnsberg                       | 51° 23′ 28,9″ N, 8° 4′ 7,9″ O   | Fußgängerbrücke, Spannbeton, Baujahr 1965 |                                                                                    |  |
| Schützenbrücke                                                          | Arnsberg                       | 51° 23′ 28,9″ N, 8° 4′ 7,9″ O   | Fußgängerbrücke, Holzbrücke, Baujahr 1974 |                                                                                    |  |
| Kamelbrücke                                                             | Arnsberg                       | 51° 22′ 59,5″ N, 8° 3′ 52,6″ O  | Fußgängerbrücke, Balkenbrücke aus Spannbeton, Baujahr 1975 |                                                                                    |  |
| Twietebrücke                                                            | Arnsberg                       | 51° 23′ 41″ N, 8° 3′ 27″ O      | Fußgängerbrücke, Stahlbrücke, Baujahr 1959 |                                                                                    |  |
| Jägerbrücke                                                             | Arnsberg                       | 51° 23′ 58,8″ N, 8° 3′ 31,7″ O  | Spannbetonbrücke, Baujahr 1959; bereits im Mittelalter existierte an der Stelle oder in der Nähe eine Brücke. Im Zuge der Ruhrrenaturierung hat man Reste einer alten hölzernen Brücke gefunden. |                                                                                    |  |
| Arnsberger Viadukt                                                      | Arnsberg                       | 51° 24′ 12,7″ N, 8° 3′ 27,9″ O  | auch Schloßbergviadukt genannt, Eisenbahnviadukt der Oberen Ruhrtalbahn, erbaut ab 1868, 1945 durch Bomben beschädigt 1945, danach wieder aufgebaut |                                                                                    |  |
| Ruhr-Lippe-Eisenbahnbrücke                                              | Arnsberg                       | 51° 24′ 25,7″ N, 8° 3′ 17,2″ O  | |                                                                                    |  |
| Hammerweidebrücke                                                       | Arnsberg                       | 51° 24′ 39,7″ N, 8° 3′ 6,8″ O   | Straßenbrücke der Straße Zur Schefferei, Spannbeton, Baujahr 1953 |                                                                                    |  |
| Herbremen-Brücke                                                        | Bruchhausen                    | 51° 25′ 14,2″ N, 8° 1′ 21,8″ O  | Fußgängerbrücke, Baujahr 1997 |                                                                                    |  |
| Eisenbahnbrücke Hüsten                                                  | Hüsten                         | 51° 25′ 44,2″ N, 8° 0′ 3,7″ O   | Eisenbahn- und Fußgängerbrücke, Stahlbrücke, Baujahr 1980 |                                                                                    |  |
| Ruhrbrücke Arnsberger Straße                                            | Hüsten                         | 51° 25′ 52,5″ N, 7° 59′ 48,6″ O | Straßenbrücke, Spannbeton, Baujahr 1959 |                                                                                    |  |
| Talbrücke B229n                                                         | Hüsten                         | 51° 26′ 4,6″ N, 7° 59′ 26,6″ O  | , Baujahr 2006 |                                                                                    |  |
| Fußgängerbrücke an der Kurt-Schumacher-Straße                           | Neheim                         | 51° 26′ 24,2″ N, 7° 58′ 33″ O   | Fußgänger- und Radwegbrücke, Baujahr 1994 |                                                                                    |  |
| Oberausseler Brücke                                                     | Neheim                         | 51° 26′ 22,2″ N, 7° 58′ 11,2″ O | vierspurige Straßenbrücke, Balken-Spannbetonbrücke |                                                                                    |  |
| Pickenhain-Brücke                                                       | Neheim                         | 51° 26′ 34,6″ N, 7° 57′ 31,1″ O | Fußgänger- und Radwegbrücke, Balken-Spannbetonbrücke, Baujahr 1980 |                                                                                    |  |
| Denzbrücke                                                              | Neheim                         | 51° 26′ 54,9″ N, 7° 57′ 9,2″ O  | Fußgängerbrücke, Balken-Spannbetonbrücke, Baujahr 1956 |                                                                                    |  |
| Ruhrbrücke Im Ohl                                                       | Neheim                         | 51° 27′ 20,7″ N, 7° 57′ 13,6″ O | Straßenbrücke der Mendener Straße, Balken-Spannbetonbrücke, Baujahr 1999 |                                                                                    |  |
| Ruhrbrücke B7                                                           | Neheim                         | 51° 27′ 26,9″ N, 7° 57′ 16,1″ O | Straßenbrücke , Balken-Spannbetonbrücke |                                                                                    |  |
| Ruhrbrücke Haus Füchten                                                 | Ense                           | 51° 29′ 16,1″ N, 7° 55′ 27,6″ O | Straßenbrücke K 26, benannt nach dem benachbarten Herrenhaus Haus Füchten |                                                                                    |  |
| Stauwehrbrücke Wickede                                                  | Wickede (Ruhr)                 | 51° 29′ 53,9″ N, 7° 52′ 52,4″ O | Fußgängerbrücke, Stahlfachwerkbrücke |                                                                                    |  |
| Radwegbrücke Wickede                                                    | Wickede (Ruhr)                 | 51° 29′ 46,3″ N, 7° 52′ 57,8″ O | Stahlbalkenbrücke über den Obergraben |                                                                                    |  |
| Eisenbahnbrücke Wickede                                                 | Wickede (Ruhr)                 | 51° 29′ 46,2″ N, 7° 52′ 58,6″ O | Obere Ruhrtalbahn und Radweg, Stahlfachwerkbrücke |                                                                                    |  |
| Eisenbahnbrücke Wickede Obergraben                                      | Wickede (Ruhr)                 | 51° 29′ 44,5″ N, 7° 52′ 51,8″ O | Obere Ruhrtalbahn, Stahlbalkenbrücke |                                                                                    |  |
| Brücke am Kraftwerk Echthausen                                          | Wickede (Ruhr)                 | 51° 29′ 25,2″ N, 7° 52′ 1,3″ O  | Brücke über den Untergraben des Kraftwerks Echthausen |                                                                                    |  |
| Echthauser Ruhrbrücke                                                   | Wickede (Ruhr)                 | 51° 29′ 13,9″ N, 7° 51′ 34,7″ O | Straßenbrücke , Spannbeton |                                                                                    |  |
| Kraftwerksbrücke Wickede                                                | Wickede (Ruhr)                 | 51° 28′ 50,3″ N, 7° 50′ 39″ O   | Fußgängerbrücke über den Obergraben am Kraftwerk Wickede, Betonbalkenbrücke |                                                                                    |  |
| Brücke Fröndenberger Straße                                             | Fröndenberg/Ruhr               | 51° 28′ 9,1″ N, 7° 46′ 7,3″ O   | Mendener-/ Fröndenberger Straße L 679, Baujahr 1953 |                                                                                    |  |
| Eisenbahnbrücke Fröndenberg                                             | Fröndenberg/Ruhr               | 51° 28′ 7,9″ N, 7° 46′ 3″ O     | Bahnstrecke Letmathe–Fröndenberg, Stahlfachwerkbrücke |                                                                                    |  |
| Fußgängerbrücke Ruhr-Sperrwerk                                          | Langschede                     | 51° 28′ 5,6″ N, 7° 43′ 55,9″ O  | Fußgängerbrücke über das Ruhr-Sperrwerk, Stahlfachwerkbrücke |                                                                                    |  |
| Wirtschaftsbrücke Langschede                                            | Langschede                     | 51° 28′ 11,9″ N, 7° 43′ 52,3″ O | Straßenbrücke, Betonbalkenbrücke |                                                                                    |  |
| Ruhrbrücke Langschede                                                   | Langschede                     | 51° 28′ 11,9″ N, 7° 43′ 52,3″ O | , Balkenbrücke, Spannbeton, Baujahr 2000; Vorgängerbrücke von 1913 stürzte nach Fertigstellung der neuen Brücke plötzlich ein und staute damit die Ruhr, deshalb wurden Trümmer schnellstens beseitigt |                                                                                    |  |
| Kuhbrücke                                                               | Langschede                     | 51° 28′ 21,8″ N, 7° 41′ 30,3″ O | Fußgängerbrücke Dellwiger Weg, Ohlweg, Stahlfachwerk |                                                                                    |  |
| Sieben-Zeichen-Brücke (auch Schoofs Brücke)                             | Holzwickede-Hengsen            | 51° 27′ 58″ N, 7° 39′ 41,5″ O   | Baujahr 155; die Sieben Zeichen an der Ruhr sind die sieben Stahlskulpturen der Künstlerin Veronika Pögel hier am Nordufer. Die Vorgängerbrücke stand nahe dem Gutshof Schoof. Brücke und Gutshof wurden durch die Möhnekatastrophe im Mai 1943 durch die Wassermassen weggerissen.                                                                               |                                                                                    |  |
| Ruhrbrücke Geisecke                                                     | Schwerte                       | 51° 27′ 3,6″ N, 7° 37′ 41,5″ O  | Straßenbrücke L 677, Beton-Balkenbrücke, Baujahr 1949 |                                                                                    |  |
| Friedensbrücke                                                          | Schwerte                       | 51° 26′ 11,2″ N, 7° 35′ 0,4″ O  | Straßenbrücke , Stahl-Stahlbeton-Verbundbrücke, Baujahr 1946; ersetzt die 1892 erbaute und 1945 durch deutsche Truppen gesprengte Ruhrbrücke |                                                                                    |  |
| Rohrbrücke Wandhofen                                                    | Schwerte                       | 51° 25′ 29,4″ N, 7° 33′ 33″ O   | Stahlfachwerkbrücke parallel zur Eisenbahnbrücke Wandhofen verlaufend |                                                                                    |  |
| Eisenbahnbrücke Wandhofen und Ruhrflutbrücke Ergste                     | Schwerte                       | 51° 25′ 28,4″ N, 7° 33′ 32,3″ O | Baujahr 1909, Stahlfachwerkbrücke, knapp 400 Meter auseinander liegende Brücken der Ardeybahn; über die Ruhr führt die westliche Brücke (Westteil in Schwerte-Wandhofen, Ostteil in Schwerte-Ergste), die östliche Brücke hingegen steht trocken in der Ergster Ruhraue und dient bei starkem Hochwasser als Notumflutbrücke (s. Foto); beide unter Denkmalschutz | Notumflutbrücke Ergste                                                             |  |
| Gelbe Brücke                                                            | Schwerte                       | 51° 25′ 28,3″ N, 7° 33′ 32″ O   | Fuß- und Radwegbrücke, Baujahr 1992, südlich parallel zur Eisenbahnbrücke Wandhofen verlaufend |                                                                                    |  |
| Ruhrtalbrücke Schwerte                                                  | Schwerte                       | 51° 25′ 9,7″ N, 7° 33′ 2,2″ O   | ; Spannbeton-Hohlkastenbrücke; Nordteil in Schwerte-Wandhofen, Südteil in Schwerte-Ergste |                                                                                    |  |
| Wehrbrücke Westhofen                                                    | Schwerte                       | 51° 24′ 55″ N, 7° 31′ 9,1″ O    | Straßenbrücke über das Stauwehr am Kraftwerk Westhofen |                                                                                    |  |
| Ruhrbrücke Westhofen                                                    | Schwerte/Hagen                 | 51° 24′ 47,2″ N, 7° 30′ 56,6″ O | L 673, Straßenbrücke über Ruhr, Kluseninsel und Untergraben; Spannbeton-Balkenbrücke | Ruhrbrücke Westhofen (Hintergrund) in Schwerte-Westhofen/Hagen-Garenfeld           |  |
| Ruhrbrücke A1                                                           | Schwerte/Hagen                 | 51° 24′ 50,7″ N, 7° 30′ 21,4″ O | ; Spannbeton-Hohlkastenbrücke, Baujahr 2009; ersetzt die gevoutete Balkenbrücke aus dem Jahr 1960 (abgerissen); deren Vorgängerbau konnte durch Kriegseinwirkung nicht fertiggestellt werden, dazu änderte sich nach der Möhnekatastrophe im Mai 1943 der Flusslauf, so dass eine Neuplanung erforderlich wurde                                                   |                                                                                    |  |
| Eisenbahnbrücke Hagen                                                   | Hagen                          | 51° 24′ 59,7″ N, 7° 29′ 31,4″ O | Stahlfachwerkbrücke an der Lennemündung |                                                                                    |  |
| Ruhrbrücke Hengsteysee                                                  | Dortmund/Hagen                 | 51° 24′ 55,6″ N, 7° 28′ 41,1″ O | Straßenbrücke L 704; Hengsteystraße in Syburg (Nordteil), Dortmunder Straße in Hagen (Südteil) |                                                                                    |  |
| Brücke Schiffswinkel                                                    | Hagen/Herdecke                 | 51° 23′ 59,8″ N, 7° 27′ 4,1″ O  | multifunktionale Stahlfachwerkbrücke am Laufwasserkraftwerk Hengstey, gebaut für Werksbahnverkehr des Koepchenwerks, für Straßenfahrzeuge und Fußgänger; heute noch freigegeben für Fußgänger- und Radverkehr (schiebend) |                                                                                    |  |
| Ruhrbrücke Herdecke                                                     | Herdecke                       | 51° 23′ 41,6″ N, 7° 25′ 56″ O   | Straßenbrücke , Spannbeton-Balkenbrücke, Baujahr 1951; Vorgängerbrücke war eine Bogenbrücke aus dem Jahr 1900, die 1945 durch die Wehrmacht gesprengt wurde. Eine nachfolgende Notbrücke wurde 1946 durch Hochwasser weggerissen. |                                                                                    |  |
| Eisenbahnviadukt Herdecke                                               | Herdecke/Hagen                 | 51° 23′ 59,5″ N, 7° 25′ 16,5″ O | Baudenkmal; Steinbogenbrücke mit 12 Bögen, Baujahr 1878, schwere Schäden durch die Möhnekatastrophe im Mai 1943 und Teilsprengung 1945, Wiederaufbau bis 1957 | weitere Bilder                                                                     |  |
| Eisenbahnbrücke Obergraben Wetter (Ruhr)                                | Wetter (Ruhr)                  | 51° 22′ 59,8″ N, 7° 24′ 13,8″ O | Eisenbahnbrücke überquert Obergraben, Insel und Flusslauf |                                                                                    |  |
| Obergrabenbrücke Wetter (Ruhr)                                          | Wetter (Ruhr)                  | 51° 22′ 58,7″ N, 7° 24′ 4″ O    | Straßenbrücke am Stauwehr des Harkortsees, ist abgerissen und wird durch einen Neubau ersetzt (Stand: 2023) |                                                                                    |  |
| Hängebrücke Am Kaltenborn                                               | Wetter (Ruhr)                  | 51° 22′ 34,9″ N, 7° 23′ 52,2″ O | nichtöffentliche Fußgängerbrücke auf dem Betriebsgelände des Gemeinschaftswasserwerks Volmarstein, Baujahr 1893, Baudenkmal, wegen Baufälligkeit gesperrt | weitere Bilder                                                                     |  |
| Ruhrsteg                                                                | Wetter (Ruhr)                  | 51° 23′ 4,3″ N, 7° 22′ 58,6″ O  | südlich parallel der Overwegbrücke verlaufende Stahlfachwerkbrücke, Fuß- und Radwegbrücke (Ruhrtalradweg), Baujahr 2007 |                                                                                    |  |
| Overwegbrücke                                                           | Wetter (Ruhr)                  | 51° 23′ 4,8″ N, 7° 22′ 58,7″ O  | Stahlbalkenbrücke, zwischen Alt-Wetter (Ostteil) und Volmarstein (Westteil); Radwegrampe (RuhrtalRadweg) angehängt |                                                                                    |  |
| Ruhrbrücke Wetter (B 226)                                               | Wetter (Ruhr)                  | 51° 23′ 26,2″ N, 7° 22′ 45,6″ O | , überquert Ruhr und Eisenbahnstrecke 2801 Hagen-Dortmund, Baujahr 2011 | neue Ruhrbrücke Wetter vor der Fertigstellung                                      |  |
| Brücke am Wasserkraftwerk Hohenstein                                    | Witten                         | 51° 25′ 31,9″ N, 7° 20′ 57,6″ O | Straßenbrücke zur Kraftwerksinsel über den Wittener Mühlengraben, Stabbogenbrücke, Baujahr 1927 |                                                                                    |  |
| Ruhrviadukt Witten                                                      | Witten                         | 51° 25′ 37″ N, 7° 20′ 42″ O     | Stahl- und Beton-Bogenbrücke, errichtet von 1913 bis 1916, Baudenkmal; Ende des Zweiten Weltkriegs wurde die Sprengung durch Eisenbahner verhindert. |                                                                                    |  |
| Ruhrbrücke Witten-Bommern                                               | Witten                         | 51° 25′ 34,3″ N, 7° 20′ 6,2″ O  | Straßenbrücke L 525, Balkenbrücke, Baujahr 1996; ersetzt Stahlbetonbrücke mit Baujahr 1936 (abgerissen 1996), diese wiederum ersetzte eine Eisenbogenbrücke aus dem Jahre 1882 (abgerissen 1936) |                                                                                    |  |
| Nachtigallbrücke                                                        | Witten                         | 51° 25′ 53,9″ N, 7° 18′ 55,8″ O | Fußgängerbrücke aus Stahlfachwerk, Baujahr 1988; ersetzt hölzerne Werksbahnbrücke zur Zeche Nachtigall, die zwischen 1853 und 1892 als solche und bis zum Abriss 1938 als Fußgängerbrücke genutzt wurde. |                                                                                    |  |
| Lakebrücke                                                              | Witten                         | 51° 25′ 30,6″ N, 7° 17′ 24,3″ O | Fuß- und Radwegbrücke zwischen Lake und Heven, Plattenbalkenbrücke, Baujahr 1984 |                                                                                    |  |
| Brücke Ruhrtal                                                          | Witten                         | 51° 25′ 28,8″ N, 7° 17′ 15,8″ O | Überführt die Straße Ruhrtal über den Untergraben der Wasserkraftanlage Lohmann (Herbeder Mühlengraben). |                                                                                    |  |
| Ruhrbrücke Herbede                                                      | Witten                         | 51° 25′ 36,9″ N, 7° 17′ 19,8″ O | Straßenbrücke L 924, Stahlbetonbogenbrücke, Baujahr 1934, teilzerstört 1945, Behelfsbrücke 1946 durch Hochwasser weggerissen, 1947 Teileinsturz, Wiederaufbau 1952 in Betrieb gegangen |                                                                                    |  |
| Mühlengrabenbrücke                                                      | Witten                         | 51° 25′ 34,8″ N, 7° 17′ 11,9″ O | L 924 Straßenbrücke über den Herbeder Mühlengraben, Betonbalkenbrücke |                                                                                    |  |
| Ruhr- und Mühlengrabenbrücke A43                                        | Witten                         | 51° 25′ 51,8″ N, 7° 16′ 56,9″ O | Brücke über Ruhr und Herbeder Mühlengraben am Kemnader See, Spannbetonbrücke, Baujahr 1969, 1984 wurde vom westlichen Kragarm des Überbaus Fuß- und Radwegbrücke abgehängt |                                                                                    |  |
| Fußgängerbrücke Kemnader Wehr                                           | Bochum/Hattingen               | 51° 24′ 47,5″ N, 7° 15′ 9,3″ O  | Befindet sich hinter dem Wehr des Kemnader Sees. |                                                                                    |  |
| Ruhrumflutbrücke An der Kemnade                                         | Hattingen-Blankenstein         | 51° 24′ 22,3″ N, 7° 14′ 59,2″ O | L 551 An der Kemnade, in 12 Stahlbetonbögen über einen Altarm der Ruhr bei Haus Kemnade, Baujahr 2002 |                                                                                    |  |
| Ruhrbrücke Kemnader Straße                                              | Bochum/Hattingen               | 51° 24′ 40,3″ N, 7° 14′ 49,5″ O | L 551 bei Haus Kemnade, nördlich liegt Bochum-Stiepel, Stahlbetonbogenbrücke, Baujahr 1928, 1945 teilgesprengt, Wiederaufbau 1950 eingeweiht |                                                                                    |  |
| Kraftwerksbrücke Blankenstein                                           | Bochum                         | 51° 24′ 46″ N, 7° 13′ 16,2″ O   | Straßenbrücke über den Kraftwerksgraben in Bochum-Stiepel nahe der Schleuse Blankenstein |                                                                                    |  |
| Schleusenbrücke Blankenstein                                            | Bochum                         | 51° 24′ 48,1″ N, 7° 13′ 9,3″ O  | Straßenbrücke an der Schleuse Blankenstein, Zufahrt zum Kraftwerk |                                                                                    |  |
| Kosterbrücke                                                            | Bochum/Hattingen               | 51° 25′ 4,3″ N, 7° 12′ 22,5″ O  | Straßenbrücke überführt die vierspurige L 705, gevoutete Spannbeton-Balkenbrücke, Baujahr 1979; vier Vorgängerbrücken an dieser Stelle: Im Zuge der Gründung der Henrichshütte 1854–1860 erste Holzbrücke, 1860–1910 neue Holzbrücke, 1910–1925 Eisenbetonbrücke, 1925 bis Ende der 1970er Jahre Stahlbetonbrücke mit Straßenbahngleisen                          |                                                                                    |  |
| Ruhrbrücke Hattingen                                                    | Hattingen                      | 51° 24′ 19,5″ N, 7° 10′ 8,1″ O  | L 651, ehemals , Stadtbahn Bochum, Baujahr 2002; erste Erwähnung einer Brücke im Jahre 1319, weitere Vorgängerbauten ab der Mitte des 17. Jahrhunderts |                                                                                    |  |
| Eisenbahnbrücke Hattingen                                               | Hattingen                      | 51° 24′ 0,2″ N, 7° 9′ 40,7″ O   | Eisenbahnbrücke mit Steg für Fuß- und Radweg, Ruhrtalbahn, genutzt von der S 3, Stahlfachwerkbrücke, Baujahr 1874 |                                                                                    |  |
| Schwimmbrücke Dahlhausen                                                | Bochum/Hattingen               | 51° 25′ 16″ N, 7° 8′ 49″ O      | Erstmals 1899 gebaut, 1959 neu errichtet, beweglich auf Pontons wegen der Hochwassersituation, Baudenkmal, zurzeit baufällig |                                                                                    |  |
| Alte Brücke/Römische Brücke                                             | Bochum/Hattingen               | 51° 25′ 24″ N, 7° 8′ 33″ O      | In Dahlhausen Alte Brücke, in Altendorf (heute Burgaltendorf) Römische Brücke genannt, besaß sie zwei Gleise für eine Pferde-Eisenbahn der Zeche Altendorf Tiefbau. Die Brücke ging 1863 in Betrieb und wurde 1912 abgerissen. |                                                                                    |  |
| Eisenbahnbrücke Dahlhausen                                              | Bochum/Essen                   | 51° 25′ 50,8″ N, 7° 7′ 28,2″ O  | Am Eisenbahnmuseum Dahlhausen gelegene Brücke der Ruhrtalbahn, in diesem Abschnitt seit 1991 stillgelegt ist, Stahlfachwerkbrücke, Baujahr 1874 | Blick von der rechten Ruhrseite, im Hintergrund das Wasserkraftwerk Horster Mühle. |  |
| Fußgängerbrücke Dahlhausen                                              | Bochum/Essen                   | 51° 25′ 51″ N, 7° 7′ 28″ O      | Fuß- und Radwegbrücke 1988 auf Fundamenten des zweiten Gleises der Eisenbahnbrücke errichtet. |                                                                                    |  |
| Schwimmbrücke Holtey                                                    | Essen                          | 51° 25′ 45,5″ N, 7° 5′ 51,5″ O  | Schwimmbrücke überführt Fuß- und Radweg, Baujahr 1982; Vorgängerbau bestand von 1901 bis 1958. |                                                                                    |  |
| RhE-Brücke Steele                                                       | Essen                          | 51° 25′ 48,4″ N, 7° 5′ 29″ O    | Diese Brücke für die Bahnstrecke Mülheim-Heißen–Altendorf (Ruhr) wurde am 21. April 1945 gesprengt und nicht wieder aufgebaut. |                                                                                    |  |
| Brücke Holteyer Hafen                                                   | Essen                          | 51° 25′ 48,4″ N, 7° 5′ 20″ O    | Bruchstein-Bogenbrücke zum ehemaligen Holteyer Hafen, Baujahr im Zuge des Hafenbaus um 1839, überführt Leinpfad mit teils originalem Pflaster |                                                                                    |  |
| Ruhrbrücke Steele                                                       | Essen                          | 51° 26′ 33,5″ N, 7° 4′ 51,6″ O  | Eisenbahnbrücke für die Bahnstrecke Essen-Überruhr–Bochum-Langendreer, genutzt von der S 9 |                                                                                    |  |
| Kurt-Schumacher-Brücke                                                  | Essen                          | 51° 26′ 35″ N, 7° 4′ 36″ O      | |                                                                                    |  |
| Obergrabenbrücke Spillenburger Wehr                                     | Essen                          | 51° 26′ 24″ N, 7° 3′ 49,9″ O    | 1930 zum zweigleisigen Betrieb der ehemaligen Bahnstrecke Mülheim-Heißen–Altendorf (Ruhr) errichtet, 1980 stillgelegt, 1986 Umbau zum heutigen Fuß- und Radweg |                                                                                    |  |
| Untergrabenbrücke Spillenburger Wehr                                    | Essen                          | 51° 26′ 15,2″ N, 7° 3′ 38″ O    | 1930 zum zweigleisigen Betrieb der ehemaligen Bahnstrecke Mülheim-Heißen–Altendorf (Ruhr) errichtet, 1980 stillgelegt, 1986 Umbau zum heutigen Fuß- und Radweg |                                                                                    |  |
| Konrad-Adenauer-Brücke                                                  | Essen                          | 51° 25′ 42″ N, 7° 3′ 24,5″ O    | L 925 |                                                                                    |  |
| Theodor-Heuss-Brücke                                                    | Essen                          | 51° 24′ 18,8″ N, 7° 4′ 54,9″ O  | A44 |                                                                                    |  |
| Kampmannbrücke                                                          | Essen                          | 51° 23′ 52,2″ N, 7° 4′ 44,7″ O  | Straßenbrücke zwischen Heisingen und Kupferdreh |                                                                                    |  |
| Eisenbahnbrücke Kupferdreh                                              | Essen                          | 51° 23′ 31,7″ N, 7° 4′ 29,1″ O  | ursprünglich Ruhrtalbahn, jetzt Fuß- und Radweg |                                                                                    |  |
| Fußgängerbrücke Sperrwerk Baldeneysee                                   | Essen                          | 51° 23′ 49,1″ N, 7° 0′ 7,6″ O   | Fußgängerbrücke über das Sperrwerk des Baldeneysees |                                                                                    |  |
| Brücke Schleuse Neukirchen                                              | Essen                          | 51° 23′ 36,8″ N, 6° 59′ 59,3″ O | Brücke vom Südufer zur Schleuseninsel |                                                                                    |  |
| Fußgängerbrücke Brehminsel                                              | Essen                          | 51° 23′ 19,7″ N, 6° 59′ 57,1″ O | Zugang zur Brehminsel (Halbinsel) in Werden über einen Ruhr-Altarm (Unterwasser der Schleuse Neukirchen) |                                                                                    |  |
| Gustav-Heinemann-Brücke                                                 | Essen                          | 51° 23′ 13,4″ N, 6° 59′ 57,9″ O | in Essen-Werden |                                                                                    |  |
| Klappbrücke Papiermühlenschleusenbrücke                                 | Essen                          | 51° 22′ 52,5″ N, 6° 59′ 43″ O   | Detailgetreue Nachbildung der Klappbrücke über die Schleuse (nach Plänen aus dem Jahre 1902) |                                                                                    |  |
| Eisenbahnbrücke Kettwig                                                 | Essen                          | 51° 21′ 28,7″ N, 6° 56′ 33,4″ O | Ruhrtalbahn auf der oberen (noch erhaltenen), die Untere Ruhrtalbahn auf der kriegszerstörten unteren Brücke; genutzt von der S 6 |                                                                                    |  |
| Ruhrbrücke Kettwig                                                      | Essen                          | 51° 21′ 39,1″ N, 6° 56′ 10,6″ O | Straßenbrücke über das Sperrwerk des Kettwiger Sees |                                                                                    |  |
| Mühlengrabenbrücke                                                      | Essen                          | 51° 21′ 41,7″ N, 6° 56′ 15,8″ O | Brücke über den Kettwiger Mühlengraben, einen Altarm der Ruhr |                                                                                    |  |
| Historische Ruhrbrücke Kettwig                                          | Essen                          |                                 | Urkundlich erstmals 1282 erwähnt. Wichtig für den Westfälischen Hellweg. 1635 abgetragen. |                                                                                    |  |
| Mintarder Ruhrtalbrücke                                                 | Mülheim an der Ruhr            | 51° 22′ 49″ N, 6° 54′ 12″ O     | , mit 1.830 Metern längste deutsche Straßenbrücke aus Stahl, Baujahr 1966 |                                                                                    |  |
| Mendener Brücke                                                         | Mülheim an der Ruhr            | 51° 24′ 30,5″ N, 6° 53′ 34,4″ O | , Spannbeton-Bogenbrücke, Baujahr 1930, durch Sprengungen 1945 teilweise zerstört, wiederaufgebaut |                                                                                    |  |
| Brücke Kahlenbergweg                                                    | Mülheim an der Ruhr            | 51° 24′ 36,2″ N, 6° 52′ 39,8″ O | Holzbrücke über einen, inzwischen durch den Mühlbach durchflossenen, Ruhr-Altarm in der Saarner Aue |                                                                                    |  |
| Kahlenbergbrücke                                                        | Mülheim an der Ruhr            |                                 | Stahlfachwerkbrücke, auch genannt Saarner Kegelbahn. 1945 durch deutsche Truppen gesprengt, nicht wieder aufgebaut. Ersatz seit 1962 durch die Brücke Kahlenbergwehr. |                                                                                    |  |
| Brücke Kahlenbergwehr                                                   | Mülheim an der Ruhr            | 51° 24′ 48″ N, 6° 52′ 34″ O     | Fußgängerbrücken über das Kahlenbergwehr im westlichen Ruhrarm am Beginn der Dohneinsel, Baujahr 1962 |                                                                                    |  |
| Florabrücke                                                             | Mülheim an der Ruhr            | 51° 24′ 53,1″ N, 6° 52′ 36,6″ O | Fußgänger-Bogenbrücke über den östlichen Ruhrarm, dem Schleusenkanal am Beginn der Dohneinsel, Baujahr 1963 | links die Brücke über das Wehr, ganz rechts angeschnitten die Florabrücke          |  |
| Schleusenbrücke                                                         | Mülheim an der Ruhr            | 51° 25′ 24,9″ N, 6° 52′ 35,8″ O | Straßenzufahrt zum Wasserbahnhof auf der Schleuseninsel an der Ruhrschleuse Mülheim |                                                                                    |  |
| Kassenbergbrücke                                                        | Mülheim an der Ruhr            | 51° 25′ 18″ N, 6° 52′ 26″ O     | Fußgängerbrücke (Stahlfachwerk) vom Wasserkraftwerk Kahlenberg auf der Dohneinsel über den westlichen Ruhrarm zum Broicher Ufer, Baujahr 1992 |                                                                                    |  |
| Gerbersteg                                                              | Mülheim an der Ruhr            | 51° 25′ 35,4″ N, 6° 52′ 29,8″ O | Fußgängersteg vom Broicher Ende der Schlossbrücke längs hinüber zur Ruhrinsel und dann über den westlichen Ruhrarm wieder zum Broicher Ufer |                                                                                    |  |
| Schlossbrücke                                                           | Mülheim an der Ruhr            | 51° 25′ 36,3″ N, 6° 52′ 34,5″ O | Stahlbrücke an der Mülheimer Stadthalle, Baujahr 1960. Vorgängerbau an selber Stelle: Betonbogenbrücke aus dem Jahr 1909, deren Vorgänger die Friedrich-Wilhelms-Brücke war. |                                                                                    |  |
| Stadt-Viadukt und Ruhrbrücke Mülheim                                    | Mülheim an der Ruhr            | 51° 25′ 46,7″ N, 6° 52′ 34,6″ O | Ehemalige Bahnstrecke Osterath–Dortmund Süd, seit 2019 Teil des Radschnellweg Ruhr (RS1), Stahlbrücke, Baujahr 1926 |                                                                                    |  |
| Konrad-Adenauer-Brücke                                                  | Mülheim an der Ruhr            | 51° 25′ 54,3″ N, 6° 52′ 31″ O   | , ursprünglicher Name: Nordbrücke, Spannbetonbrücke, Baujahr 1971 |                                                                                    |  |
| Styrumer Brücke/„Blaue Brücke“                                          | Mülheim an der Ruhr            | 51° 26′ 18,1″ N, 6° 51′ 49,6″ O | Stahlfachwerkbrücke, Baujahr 1876, bis 1973 untere Ruhrtalbahn, 1992 Umbau zum Fuß- und Radweg |                                                                                    |  |
| Fußgängerbrücke Wehr Raffelberg                                         | Mülheim an der Ruhr            | 51° 26′ 35,7″ N, 6° 50′ 12″ O   | über die Ruhrschleife |                                                                                    |  |
| Raffelbergbrücke (Ruhrschleife)                                         | Mülheim an der Ruhr            | 51° 26′ 35,7″ N, 6° 49′ 39,6″ O | L 140, Straßenbrücke aus Stahlfachwerk über die Ruhrschleife, Baujahr 1914, 1945 durch Bombentreffer teilzerstört, in ursprünglicher Form wiederaufgebaut |                                                                                    |  |
| Raffelbergbrücke (Ruhrschifffahrtskanal)                                | Mülheim an der Ruhr            | 51° 26′ 31,4″ N, 6° 49′ 33,8″ O | L 140 über den Ruhrschifffahrtskanal am Kraftwerk Raffelberg und der Ruhrschleuse Raffelberg |                                                                                    |  |
| Neue Raffelbergbrücke                                                   | Mülheim an der Ruhr            | 51° 26′ 32,5″ N, 6° 49′ 8,6″ O  | über die Ruhrschleife |                                                                                    |  |
| Autobahnbrücke                                                          | Mülheim an der Ruhr            | 51° 26′ 32″ N, 6° 49′ 8″ O      | über den Ruhrschifffahrtskanal, gehört zur Brückenlandschaft Ruhraue |                                                                                    |  |
| Ruhrbrücke                                                              | Mülheim an der Ruhr            | 51° 26′ 54,2″ N, 6° 49′ 38,9″ O | Eisenbahn von Duisburg nach Mülheim über die Ruhrschleife |                                                                                    |  |
| Ruhrbrücke Alstaden                                                     | Mülheim an der Ruhr/Oberhausen | 51° 27′ 11,2″ N, 6° 49′ 27,5″ O | Eisenbahn von Duisburg nach Oberhausen über die Ruhrschleife |                                                                                    |  |
| sieben Eisenbahnbrücken, Brücke 1: Fernbahn DU → MH                     | Mülheim an der Ruhr/Duisburg   | 51° 26′ 45,1″ N, 6° 48′ 37″ O   | Sieben Eisenbahnbrücken im Entflechtungsbereich der Bahnstrecken von Duisburg nach Mülheim an der Ruhr und Oberhausen, über den Ruhrschifffahrtskanal, gehören zur Brückenlandschaft Ruhraue. |                                                                                    |  |
| sieben Eisenbahnbrücken, Brücke 2: Fernbahn DU → OB                     | Mülheim an der Ruhr/Duisburg   | 51° 26′ 46″ N, 6° 48′ 32,6″ O   | Sieben Eisenbahnbrücken im Entflechtungsbereich der Bahnstrecken von Duisburg nach Mülheim an der Ruhr und Oberhausen, über den Ruhrschifffahrtskanal, gehören zur Brückenlandschaft Ruhraue, Stahlfachwerkbrücke, Baujahr 1947. |                                                                                    |  |
| sieben Eisenbahnbrücken, Brücke 3: S-Bahn DU → MH                       | Mülheim an der Ruhr/Duisburg   | 51° 26′ 46,7″ N, 6° 48′ 31,5″ O | Sieben Eisenbahnbrücken im Entflechtungsbereich der Bahnstrecken von Duisburg nach Mülheim an der Ruhr und Oberhausen, über den Ruhrschifffahrtskanal, gehören zur Brückenlandschaft Ruhraue. |                                                                                    |  |
| sieben Eisenbahnbrücken, Brücke 4: S-Bahn MH → DU                       | Mülheim an der Ruhr/Duisburg   | 51° 26′ 47,2″ N, 6° 48′ 30″ O   | Sieben Eisenbahnbrücken im Entflechtungsbereich der Bahnstrecken von Duisburg nach Mülheim an der Ruhr und Oberhausen, über den Ruhrschifffahrtskanal, gehören zur Brückenlandschaft Ruhraue. |                                                                                    |  |
| sieben Eisenbahnbrücken, Brücke 5: Fernbahn MH → DU                     | Mülheim an der Ruhr/Duisburg   | 51° 26′ 47,4″ N, 6° 48′ 29,5″ O | Sieben Eisenbahnbrücken im Entflechtungsbereich der Bahnstrecken von Duisburg nach Mülheim an der Ruhr und Oberhausen, über den Ruhrschifffahrtskanal, gehören zur Brückenlandschaft Ruhraue. |                                                                                    |  |
| sieben Eisenbahnbrücken, Brücke 6: Fernbahn MH → DU bzw. S-Bahn DU → OB | Mülheim an der Ruhr/Duisburg   | 51° 26′ 47,6″ N, 6° 48′ 29″ O   | Sieben Eisenbahnbrücken im Entflechtungsbereich der Bahnstrecken von Duisburg nach Mülheim an der Ruhr und Oberhausen, über den Ruhrschifffahrtskanal, gehören zur Brückenlandschaft Ruhraue. |                                                                                    |  |
| sieben Eisenbahnbrücken, Brücke 7: Fern- bzw. S-Bahn OB → DU            | Mülheim an der Ruhr/Duisburg   | 51° 26′ 47,6″ N, 6° 48′ 29″ O   | Sieben Eisenbahnbrücken im Entflechtungsbereich der Bahnstrecken von Duisburg nach Mülheim an der Ruhr und Oberhausen, über den Ruhrschifffahrtskanal, gehören zur Brückenlandschaft Ruhraue. Diese Brücke wurde 2023 neu gebaut. |                                                                                    |  |
| Kolkerhofbrücke                                                         | Duisburg                       | 51° 26′ 50,5″ N, 6° 48′ 22″ O   | Die Kolkerhofbrücke, auch Schwiesenkampbrücke genannt, führt über den Ruhrschifffahrtskanal und gehört zur Brückenlandschaft Ruhraue |                                                                                    |  |
| A3-Brücke                                                               | Duisburg                       | 51° 26′ 56″ N, 6° 47′ 55″ O     | , gehört zur Brückenlandschaft Ruhraue |                                                                                    |  |
| Quakenbrücker Eisenbahnbrücke                                           | Duisburg                       | 51° 26′ 56″ N, 6° 47′ 52″ O     | Überführt u. a. die Bahnstrecke Duisburg–Quakenbrück, gehört zur Brückenlandschaft Ruhraue. | Im Vordergrund die Eisenbahnbrücken                                                |  |
| Aakerfährbrücke                                                         | Duisburg                       | 51° 26′ 59″ N, 6° 47′ 31″ O     | Erstmals 1906 gebaut, 1996 neu errichtet, gehört zur Brückenlandschaft Ruhraue |                                                                                    |  |
| Berliner Brücke                                                         | Duisburg                       | 51° 27′ 2″ N, 6° 46′ 44″ O      | , Bestehend aus sieben Teilbrücken, Länge insgesamt 1.824 m. |                                                                                    |  |
| Fußgängerbrücke Ruhrwehr Duisburg                                       | Duisburg                       | 51° 26′ 39,7″ N, 6° 45′ 18,6″ O | Fuß- und Radweg über das Ruhrwehr Duisburg | Blick Richtung Ruhrinsel                                                           |  |
| Schleusenbrücke Duisburg                                                | Duisburg                       | 51° 26′ 43,8″ N, 6° 45′ 18,2″ O | Fuß- und Radweg über die nördlich dem Duisburger Ruhrwehr befindliche Ruhrschleuse |                                                                                    |  |
| Eisenbahnbrücke                                                         | Duisburg                       |                                 | 1908 erbaut, 1997 abgerissen |                                                                                    |  |
| Karl-Lehr-Brücke                                                        | Duisburg                       | 51° 26′ 39″ N, 6° 44′ 44″ O     | Straßenbrücke für die Landesstraße 140 und die Straßenbahnlinie 901. Erstmals 1864 gebaut, 1907 neu errichtet, 1949 mit einem Teil der Kölner Hohenzollernbrücke neu aufgebaut, derzeit Neubau der Straßenbrücke mit voraussichtlichem Eröffnungstermin im Jahr 2025.                                                                                             |                                                                                    |  |

## Furten
| Bezeichnung         | Gemeinde  | Koordinaten | Bemerkungen                        | Abbildung |
| ------------------- | --------- | ----------- | ---------------------------------- | --------- |
| Kölner Furt         | Hattingen |             | ehemalige Furt bei der Isenburg    |           |
| Furt bei Dahlhausen | Bochum    |             | Nahe der Schwimmbrücke.            |           |
| Furt bei Holtey     | Essen     |             | Nahe der Holteyer Fußgängerbrücke. |           |

## Fähren
Von der Quelle bis zur Mündung können aktuelle und ehemalige Fährverbindungen nachgewiesen werden.
| Bezeichnung                                     | Gemeinde         | Koordinaten                  | Bemerkungen | Abbildung |
| ----------------------------------------------- | ---------------- | ---------------------------- | --- | --------- |
| Betriebsfähre                                   | Witten           |                              | Betriebsfähre zur RWE-Insel in Bommern (Handbetriebene Seilfähre) |           |
| Fähre Hardenstein                               | Witten           | 51° 25′ 21″ N, 7° 18′ 8,2″ O | seit 2010 in Betrieb befindliche, elektrische Personenfähre; ersetzt ein zu klein gewordenes Fährboot aus dem Jahr 2004 |           |
| Fähre Stiepel                                   | Bochum           |                              | |           |
| Zur Kost                                        | Bochum/Hattingen |                              | Im Bereich der Kosterbrücke. |           |
| schwimmendes Werkstor Rauendahl – Henrichshütte | Hattingen        |                              | Fähre für die Werksangehören, seit 1948 durch die Hütte selber betrieben, vorher in privater Hand. Mit Schließung der Hütte 1988 eingestellt. |           |
| Fischersche Fähre                               | Bochum           |                              | Über mehrere Generationen durch die Familie Fischer. Etwa 50 m von der heutigen Schwimmbrücke flussaufwärts. Die Pflasterung für die Stelle, auf der das Fährboot linksseitig landete, ist noch erkennbar. Der rechtsseitig gelegen Fußpfad nach Linden trägt heute noch die Bezeichnung „Fährweg“. |           |
| Fähre Horst                                     | Essen            |                              | Zwischen Burgaltendorf und Horst im 18. und 19. Jh. von der Familie Haakmann betrieben, vom Eigentümer des Hauses Horst verpachtet. |           |
| Fähre an der Zornigen Ameise                    | Essen            |                              | ehemals zwischen Überruhr und Rellinghausen |           |
| Annenfähre                                      | Essen            |                              | ehemals zwischen Überruhr und Rellinghausen |           |
| Fähre an der Roten Mühle                        | Essen            | 51° 24′ 35″ N, 7° 4′ 46″ O   | ehemals zwischen Überruhr und Heisingen |           |
| Lanfermann Heisingen – Scheppen                 | Essen            |                              | Bereits in Werdener Zeit nachgewiesen. Seit 1895 in Unterpacht der Familie Lanfermann. Auf dem Baldeneysee von 1933 bis 1982 weiterbetrieben durch die Weiße Flotte. Im Rundfahrttarif immer noch als „Übersetzer-Tarif“ enthalten. |           |
| Fähre Baldeney Baldeney – Stiege                | Essen            |                              | [ 11 ] |           |
| Fähre Hügel Hügel – Werden                      | Essen            |                              | Betrieb urspr. durch die Firma Krupp für in Werden wohnende Beschäftigte, ab 1933 als Seefähre durch die Weiße Flotte. 1982 eingestellt. |           |
| Fähre Kettwig                                   | Essen            |                              | Verband die Bleichinsel mit dem gegenüberliegenden Ufer auf Höhe der Gaststätte Vor der Brücke. Die „Fährgerechtsame“ wurde von den Herren auf Schloss Hugenpoet vergeben. Betrieb bis 1865. |           |
| Fähre Alstaden                                  | Oberhausen       |                              | Verband Alstaden und Speldorf seit dem späten Mittelalter bis ins 19. Jahrhundert. Ein wichtiger Pilgerweg nach Rom, den Albert von Stade beschrieben hat, führte von Lippern nach Duisburg über die Ruhrfähre. Der letzte Fährbesitzer in Alstaden war Matthias Schrör, der auch die Gastwirtschaft Matthes von der Ruhrfähre betrieben hatte. Heute noch erinnern die „Fährstraße“ und die „Speldorfer Straße“ an die Ruhrfähre. |           |

## Tunnel
| Bezeichnung                                   | Gemeinde            | Koordinaten | Bemerkungen   | Abbildung |
| --------------------------------------------- | ------------------- | ----------- | ------------- | --------- |
| Ruhrtunnel der Straßenbahn Mülheim/Oberhausen | Mülheim an der Ruhr |             | Eröffnet 1996 |           |
| Ruhrtunnel der Stadtbahn Duisburg             | Duisburg            |             | Eröffnet 2000 |           |